# AkzoNobel
Akzo Nobel N.V. или AkzoNobel — голландская транснациональная компания, которая производит краски и эксплуатационные покрытия по всему миру. Штаб-квартира находится в Амстердаме, компания работает в более чем 80 странах и насчитывает около 35 700 сотрудников. Оборот в 2017 году составил 9,61 млрд евро.
В 2008 году благодаря продаже фармацевтического бизнеса AkzoNobel стала самой прибыльной компанией в мире.

## Организация
В настоящее время компанию возглавляет Правление (Board of Management — BoM) из двух членов и Исполнительный комитет (Executive Committee — ExCo) с участием семи членов, в состав которого входят оба члены Правления и пять топ-менеджеров, что позволяет как корпоративным структурам, так и бизнес-сферам быть представленными на самом высоком уровне в компании. Правление подотчётно независимому Наблюдательному совету, который возглавляет Антони Бергманс.
В состав Исполнительного комитета входят (главный исполнительный директор, председатель ExCo и BoM), Мартен де Врис (финансовый директор, также член Правления), Мартен Бойсма (ответственный за человеческие ресурсы), Свен Дюмулен (главный юрисконсульт), Вернер Фурманн (отвечающий за специальные химикаты), Рууд Йоостен (главный операционный директор) и Дэвид Аллен (главный директор по снабжению). Правление располагается в Амстердаме. До августа 2007 года Исполнительный комитет находился в штаб-квартире в Арнеме.
У компании AkzoNobel три основных направления деятельности, каждое из которых выделено в отдельную корпоративную структуру, обладающую деловой ответственностью и автономией. Это «Декоративные краски», «Эксплуатационные покрытия» и «Специальные химикаты». В 2017 году подразделения «Декоративные краски» и «Эксплуатационные покрытия» были объединены в «Краски и покрытия», которое возглавили Рууд Йоостен (продажи и маркетинг) и Дэвид Аллен (производство).

## Бизнес

### Декоративные краски
Эта часть бизнеса в основном организована географически и делится на три дивизиона:
- Европа, Ближний Восток и Африка
- Латинская Америка
- Азия

AkzoNobel продаёт выпускаемые ею декоративные краски под различными брендами, такими как Dulux, Bruguer, Tintas Coral, Hammerite, Herbol, Sico, Sikkens, International, Interpon, Casco, Nordsjö, Sadolin, Cuprinol, Taubmans, Lesonal, Levis, Glidden, Flood, Flora, Vivexrom, Marshall, Pinotex и другие. Эти продукты использовались на лондонском «Колесе Миллениума», миланском оперном театре «Ла Скала», Эресуннском мосту между Данией и Швецией, пекинском Национальном стадионе, Airbus A380 и сиднейском стадионе «Австралия». По итогам 2017 года декоративные краски принесли компании €3,898 млрд выручки и €334 млн операционной прибыли.

### Эксплуатационные покрытия
AkzoNobel — ведущая компания по производству покрытий, выпуская, в том числе, автомобильные и морские покрытия. За производство покрытий отвечают следующие бизнес-единицы:
- Морские и защитные покрытия
- Автомобильные и специальные покрытия
- Промышленные и порошковые покрытия

По итогам 2017 года эксплуатационные покрытия принесли компании €5,775 млрд выручки и €668 млн операционной прибыли.

### Специальные химикаты
Группа химических веществ теперь состоит из четырёх бизнес-единиц:
- Функциональные химикаты
- Промышленные химикаты (до 1 января 2009 года называлась «Базовые химикаты»)
- Целлюлозно-бумажная промышленность (торговая марка Eka)
- Химия поверхности

AkzoNobel является ведущим мировым производителем специальных солей, хлорщёлочных и других промышленных химикатов, которые используются для производства таких повседневных изделий, как бумага, мороженое, хлебобулочные изделия, косметика, пластмассы и стекло. По итогам 2017 года специальные химикаты принесли компании €4,985 млрд выручки и €689 млн операционной прибыли. 27 марта 2018 года было объявлено о продаже подразделения «Специальные химикаты» The Carlyle Group и GIC Private Limited за €10,1 млрд.

### Рынки сбыта
Важнейшим рынком сбыта продукции AkzoNobel является страны-члены Европейского союза, в которых продукции компании по итогам 2017 года было продано на сумму €4,013 млрд (в том числе, в Нидерландах — €282 млн, Германии — €460 млн, Швеции — €162 млн, Великобритании — €777 млн). Вторым по значимости для AkzoNobel рынком является Китай, в котором продукции компании итогам 2017 года было продано на сумму €1,494, на третьем месте США и Канада — €1,189.